# Fraskanjel
Fraskanjel (cyr. Фраскањел) – wieś w Czarnogórze, w gminie Ulcinj. W 2011 roku liczyła 57 mieszkańców.